# Vals (Suisse)
Pour les articles homonymes, voir Vals.
Vals est une commune suisse située dans le canton des Grisons.
Le village abrite un complexe hôtelier construit dans les années 1960, ainsi que des bains thermaux conçus par Peter Zumthor et inaugurés en 1993.

## Géographie
Le village est situé à 1 250 mètres d'altitude, au fond de la vallée des Grisons. Le Rhin prend en partie sa source ici.

## Histoire

Photo aérienne prise à 4000 m par Walter Mittelholzer en 1919.

Vals est fondé au XIIIe siècle par des peuplades germanophones walissers, réfugiées au fond de cette vallée, les Romanches étant indifférents à ces terres.
Le thermalisme s'y développe au XIXe siècle.
La commune a subi une avalanche monumentale le 20 janvier 1951, pendant ce qu'on a appelé « Le terrible hiver ».
Dans les années 1960, des investisseurs allemands y créent un complexe thermal de 220 chambres, mais qui périclite au milieu des années 1980, conduisant la municipalité à reprendre la direction du projet et précipitant l'arrivée de Zumthor.
Le village reste à l'écart de toute attention médiatique jusqu'en 1996, quand Peter Zumthor y achève les thermes de Vals. L'édifice, composé de 60 000 blocs de quartzite et doté d'une certaine esthétique, transforme le village en lieu recherché pour le thermalisme. Il est dès lors devenu un site privilégié, prisé pour son luxe et a contre-courant des stations de montagne de grande taille.
Depuis son arrivée en 2012, l'homme d'affaires Remo Stoffel vise à faire de Vals l'une des adresses touristiques les plus cotées de la planète et d'y ériger une tour de 380 mètres (toujours en projet). Elle doit être réalisée par l'architecte Thom Mayne, tandis que l'entrée des thermes doit être redessinée. D'autres projets ont été lancés ou réalisés, témoignant d'une « nouvelle dynamique architecturale » note Le Figaro Magazine : un hôtel-restaurant par Gion A. Caminada (en), un pont par Jürg Conzett ou encore le showroom de Truffer par Kengo Kuma.
Le 1er janvier 2015, Vals a absorbé la commune voisine de Sankt Martin.
À proximité se trouve un domaine skiable culminant à 2 941 mètres, qui compte deux pistes sur 1 500 mètres de dénivelé.